# Rafael Marques de Morais

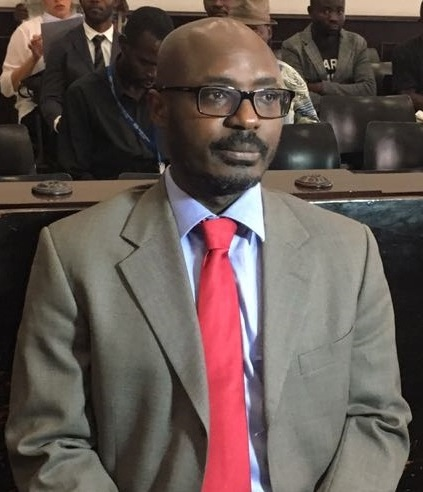
Rafael Marques de Morais, 2018

Rafael Marques de Morais (* 31. August 1971 in Luanda, Angola) ist ein angolanischer Menschenrechtsaktivist, Journalist und Schriftsteller. Er studierte Anthropologie und Journalismus am Goldsmiths-Institut der University of London (B.A.) sowie Afrikanische Studien an der Oxford University (M.A.) und wurde mit Berichten über Korruption in der Regierung Angolas und die Diamantindustrie international bekannt. Er betreibt die Anti-Korruptions Webseite MakaAngola.org.

## „Der Lippenstift der Diktatur“
Er schrieb den Artikel Presidência da República: O Epicentro de Corrupção em Angola (deutsch: Die angolanische Präsidentschaft: Das Epizentrum der Korruption). Im Jahr 1999 schrieb er den Aufsatz O Baton da Ditadura (deutsch: „Der Lippenstift der Diktatur“) in dem er Präsident José Eduardo dos Santos scharf kritisierte. Der Titel ist eine Wortspielerei: Einerseits bezeichnet das Wort „Batom“ im Portugiesischen den Lippenstift, andererseits meint man mit dem Wort „Baton“ den Schlagstock der Polizei.
Aufgrund dieser Veröffentlichung wurde Marques de Morais am 13. Oktober 1999 von der Direcção Nacional de Investigação Criminal, (deutsch: Nationale Direktion für Kriminaluntersuchungen) befragt und mehrere Stunden festgehalten. Später gab er Rádio Ecclésia ein Interview, indem er seine Kritik an der Regierung dos Santos wiederholte. Am 16. Oktober 1999 verhafteten ihn zwanzig bewaffnete Mitglieder einer Schnellen Eingreiftruppe der Polizei, zusammen mit Aguiar dos Santos (Herausgeber von Agora) und Antonio José Freitas (Agora-Reporter). Der Vorwurf lautete Verleumdung.
Marques de Morais sagt, dos Santos trage die Verantwortung für die „Zerstörung des Landes (…) sowie Förderung von Inkompetenz, Unterschlagung und Korruption als politische und soziale Werte“. Weiter bezeichnet er Präsident dos Santos als Diktator. Am 31. März 2000 befand ein Gericht in der Hauptstadt Luanda Freitas für unschuldig, Aguiar und Marques de Morais jedoch für schuldig. Das Gericht verurteilte Aguiar zu zwei Monaten Gefängnis und einer Geldstrafe 6.000 US-Dollar. Marques de Morais wurde für die Verletzung gegen Artikel 43, 44, 45 und 46 des Gesetzes Nr. 22/91 für schuldig gesprochen und erhielt eine Freiheitsstrafe von sechs Monaten. Daraufhin verweigert er für acht Tage die Nahrungsaufnahme, um gegen das Verbot, mit seinem Anwalt Anacleta Perreira sprechen zu dürfen und seine Familie zu treffen, zu protestieren. Die Polizei ließ ihn gegen Kaution am 25. November frei, aber verbot ihm Luanda zu verlassen oder mit Journalisten zu sprechen.
Für „herausragenden Mut“ erhielt er im Jahr 2000 von der National Association of Black Journalists in den Vereinigten Staaten den Percy Qoboza Award verliehen. Im Jahr 2006 erhielt er den Preis für Zivilcourage von der The Train Foundation, ehemals Northcote Parkinson Fund. Er hat auch verschiedene Berichte über Menschenrechtsverletzungen im Diamantenhandel geschrieben: Hungerernte auf Angolas Diamantfeldern (2008), Operation Kissonde: Die Diamanten des Elends und Erniedrigung (2006) und Lunda: Die Steine des Todes (2005) mitfinanziert von dem Autor Rui Campos. 2015 erhielt er in Kanada den Allard-Preis der University of British Columbia für seinen außergewöhnlichen Mut im Kampf gegen die Korruption.

## Freispruch für Marques
Am 21. Juni 2017 wurde Rafael Marques erneut verhaftet. Nachdem er sechs Monate zuvor einen Artikel auf der regierungskritischen Anti-Korruptionswebsite MakaAngola über den angeblich illegalen Landerwerb des Generalstaatsanwalts João Maria de Sousa veröffentlicht hatte, wurde er wegen „Verleumdung eines Staatsorgans und Verletzung einer öffentlichen Autorität“ angeklagt. Unter dem neuen Präsidenten João Lourenço wurde er am 6. Juli 2018 von einem Gericht jedoch freigesprochen. In dem fast drei Stunden langen Urteilsspruch hob die Richterin Josina Ferreira Falcão die Pressefreiheit hervor, bei der auch öffentliche Amtsträger einer genauen Beobachtung und Kritik ausgesetzt sein müssen, und dass es für eine Gesellschaft, die den Fortschritt will, schlecht sei, die Überbringer schlechter Nachrichten zu bestrafen. Dieses Urteil wird als großer Sieg für die Pressefreiheit in Angola gewertet. Wenige Wochen zuvor, am 22. Mai 2018, wurde er vom International Press Institute zum 70. „Freedom Hero“ ernannt. Ende 2018 lud ihn Präsident Lourenço zu einem vierstündigen Gespräch ein, bei dem er Marques öffentlich ermunterte, seine Enthüllungen über Korruptionsfälle weiter zu betreiben.

## Werke
- Diamantes de Sangue: Corrupção e Tortura em Angola (Blutdiamanten: Korruption und Folter in Angola), Tinta da China, 2011, ISBN 978-989-671-085-9, 240 Seiten